# Tjeerd H. van Andel

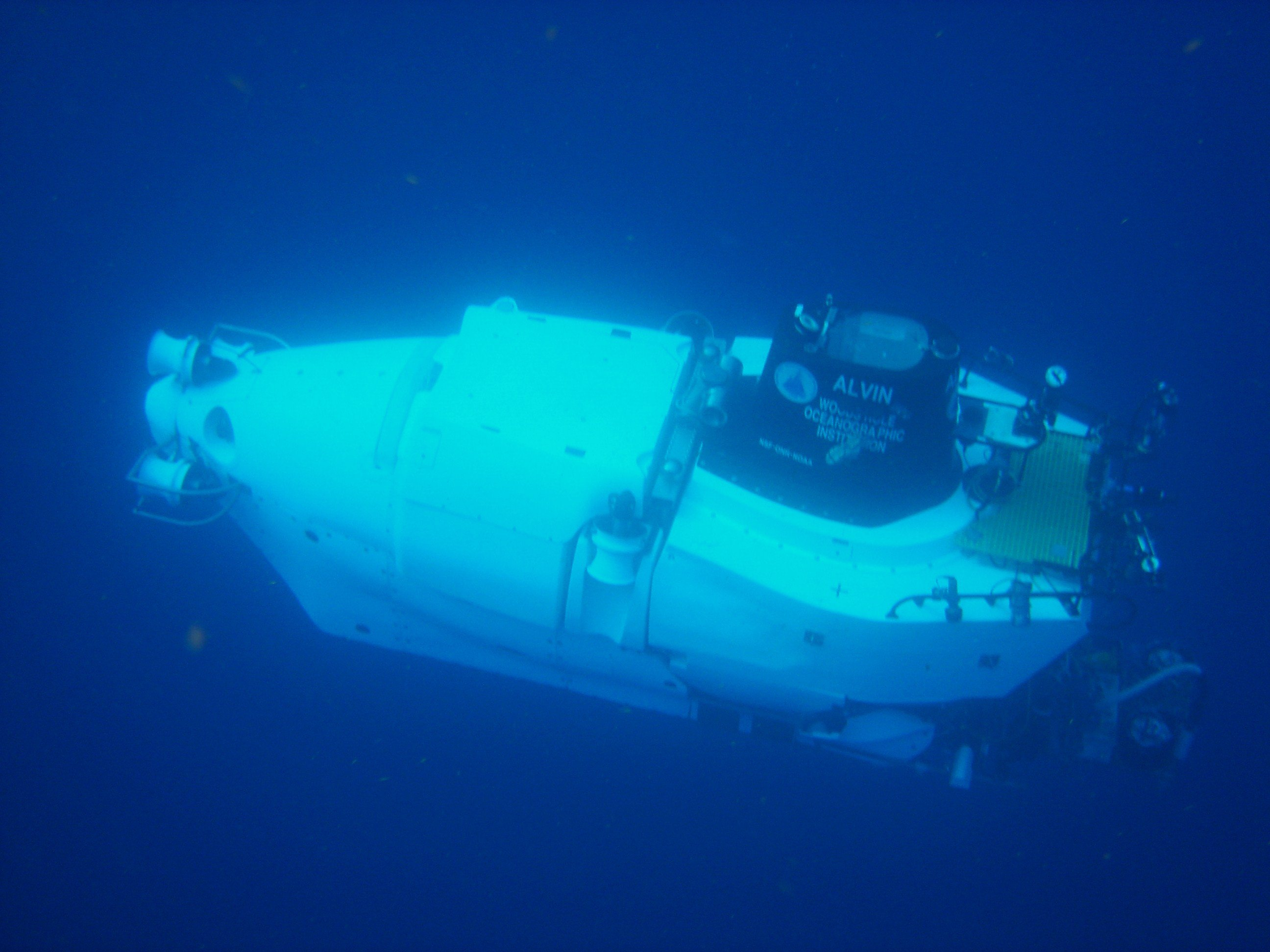
ALVIN rozpoczyna zanurzanie (2006)

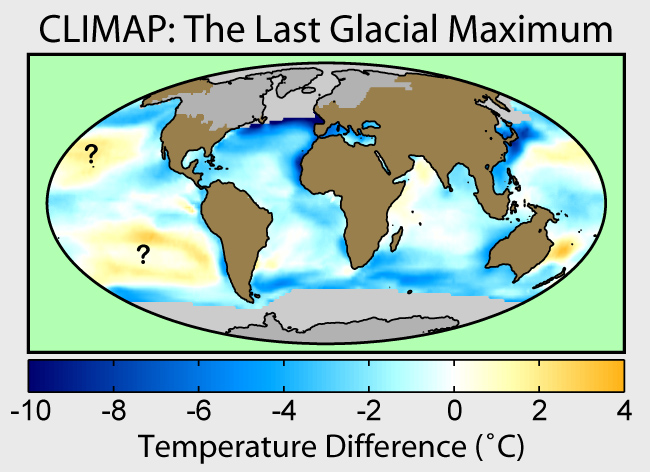
Ostatnie ze zlodowaceń (CLIMAP – Climate: Long range Investigation, Mapping and Prediction)

Tjeerd Hendrik van Andel (ur. 1923 w Rotterdamie w Holandii, zm. 17 września 2010 w Cambridge w Anglii) – amerykański geoarcheolog holenderskiego pochodzenia, pedagog, wieloletni profesor Stanford University, specjalista w dziedzinie oceanografii i geologii morskiej, badacz dna oceanicznego, m.in. uczestnik ekspedycji batyskafu „Alvin” do pierwszych odkrytych kominów hydrotermalnych oraz badań głębinowych osadów dennych, prowadzących do wyjaśnienia historii Ziemi, w tym zmian klimatu. Uważany za ojca chrzestnego projektu CLIMAP; autor licznych prac naukowych oraz książek popularnonaukowych, m.in. bestsellera New Views on an Old Planet (pol. Nowe spojrzenie na Starą Planetę – zmienne oblicze Ziemi).

## Życiorys
Urodził się w rodzinie lekarskiej – ojciec był psychiatrą, a matka pediatrą i psychologiem. Część dzieciństwa spędził z rodzicami i siostrą na Jawie, gdzie zainteresował się przeszłością, odwiedzając z ojcem hinduskie świątynie. Studiował geologię w University of Groningen, w którym uzyskał stopień doktora w 1950 roku na podstawie pracy nt. osadów sedymentacyjnych Renu. Pracował w koncernie Royal Dutch Shell w Amsterdamie, a następnie w Wenezueli, skąd przeniósł się do USA w 1957 roku. Tam był zatrudniony przez 10 lat w Scripps Institution of Oceanography, a następnie w Oregon State University, gdzie kierował School of Oceanography (Division of Marine Geology and Geochemistry). Uczestniczył w organizacji międzynarodowych programów badawczych w strefie abisalu (Deep Sea Drilling Program, 1964 r.), które dostarczyły doświadczalnego potwierdzenia hipotez dotyczących spreadingu i tektoniki płyt oraz nowych informacji o ekosystemach profundalu. Należał do inicjatorów projektu CLIMAP, zmierzającego do wyjaśnienia historii klimatu Ziemi, m.in. na podstawie badań osadów dennych. W roku 1974 prowadził ekspedycję batyskafu Alvin, objętą badawczym programem FAMOUS (French-American Mid-Ocean Undersea Study).
Stanowisko profesora oceanografii w Stanford University Van Andel otrzymał w 1976 roku; w kolejnych latach został też profesorem geofizyki i biologii człowieka. Kontynuował też ekspedycje głębinowe – np. w 1977 roku badał komin hydrotermalny Ryftu Galapagos, położony Grzbiecie Wschodniopacyficznym, kilkaset kilometrów od wybrzeży Ameryki Południowej (pozostali członkowie załogi Alvina: Jack Corliss i pilot – Jack Donnelly). W czasie ekspedycji po raz pierwszy bezpośrednio obserwowano przedstawicieli licznych gatunków mięczaków, ryb i innych morskich zwierząt, niespodziewanych na tych głębokościach (zob. np. Alvinella pompejana).
Poza badaniami dna oceanicznego Van Andel prowadził prace archeologiczne, np. na terenie południowej Argolidy w Grecji (1978 r.), zyskując również w tej dziedzinie duże uznanie.
Po przejściu na emeryturę w 1987 roku van Andel nadal intensywnie pracował w Department of Earth Sciences w Cambridge. Kontynuował tam badania w dziedzinie geoarcheologii, kierując międzynarodowym projektem dotyczącym historii Neandertalczyków w Europie.
Van Andel otrzymał Medal Sheparda (Francis P. Shepard Medal) w geologii morskiej w 1978 roku i Van Waterschoot van der Gracht Medal od Królewskiego Towarzystwa Geologicznego Holandii w roku 1984. Był stypendystą American Geophysical Union (1980) i American Association for Advancement of Science (1981). Nadano mu imię Wayne Loel Professor of Earth Sciences w Uniwersytecie Stanforda (1984). Był członkiem Królewskiej Holenderskiej Akademii Sztuk i Nauk

## Publikacje
Tematykę publikacji Van Aldena reprezentują poniżej wymienione książki i inne publikacje:
- 1964 – Morphology And Sediments of the Timor Sea, Australia, Dept. of National Development. Bureau of Mineral Resources, Geology and Geophysics. Bulletin,
- 1964 – Marine Geology of the Gulf of California. A Symposium, American Association of Petroleum Geologists Memoir,
- 1968 – Deep-Sea Drilling for Scientific Purposes: A Decade of Dreams, Science, Vol 160, No 3835, s. 1419–1424.
- 1968 – The Structure And Development Old Rifted Midoceanic Rises, J Marine Res, Vol 26, No 2, s. 144–161,
- 1971 – Tectonics of fhe Panama Basin, Eastern Equatorial Pacific, Geol Soc Amer Bull, Vol 82, s. 1489–1508,
- 1971 – The Vema Fracture Zone and the Tectonics of Transverse Shear Zones in Oceanic Crustal Plates, Marine Geophys Res, Vol 1, s. 261–283,
- 1972 – Establishing the Age of the Oceanic Crust, Comm Earth Sci Geophys, Vol 2, No 6, s. 157–168,
- 1973 – Ascension Fracture Zone, Ascension Island, and the Mid-Atlantic Ridge, Geol Soc Amer Bull, Vol 84, s. 1527–1546,
- 1975 – Cenozoic History and Paleoceanography of the Central Equatorial Pacific Ocean: A Regional Synthesis of Deep Sea Drilling Project Data, Geol Soc Amer,
- 1977 – Tales of an Old Ocean, Stanford Alumni Assoc. Stanford,
- 1981, 1982 – Science at Sea: Tales of an Old Ocean, W.H.Freeman & Co Ltd,
- 1985, 1994, 2002 – New Views on an Old Planet, Cambridge University Press,
- 1987, 1996 – Beyond the Acropolis: A Rural Greek Past, Stanford University Press,
- 1988 – Landscape and People of the Franchthi Region: Fascicle 2, Excavations at Franchthi Cave, Greece, Indiana University Press,
- 1990 – Quaternary Transgressive/Regressive Cycles in the Gulf of Argos, Greece, Publisher: Quaternary Res, Vol 34, s. 317–329,
- 2003 – Neanderthal and Modern Humans in the European Landscape of the Last Glaciation, McDonald Institute for Archaeological Research,

## Nowe spojrzenie na Starą Planetę
Pierwsza wersja popularnej książki New Views on an Old Planet została napisana w latach 80. XX w. Obejmowała materiał wykładany przez van Andela w Uniwersytecie Stanforda w ramach niższego kursu niegeograficznych kierunków studiów. Była aktualizowana i rozwijana w czasie 16 lat pracy pedagogicznej. We wstępie do wydania, które ukazało się w roku 1994 w Cambridge University Press autor napisał m.in.:

Pierwsze wydanie tej książki ukazało się przed 10 laty. Poruszone w niej zagadnienia stanowiły naonczas granice poznania, a upływający czas wycisnął na nich swe piętno. Problemy będące przedmiotem gorących sporów zostały rozwiązane, a ich miejsce zajęły inne, zgoła większe.

Podejmując w latach 90. próbę aktualizacji i syntezy interdyscyplinarnych problemów dotyczących historii Ziemi wyrażał obawę, że obszar tych nauk rozrasta się podobnie, jak cały Wszechświat, a w związku z tym, ze względu na rosnącą wciąż specjalizację:

…olbrzymie zasoby informacji, które tak gorliwie gromadzimy, mogą z wolna stawać się bezużyteczne.

Z goryczą oceniał liczne publikacje naukowe i popularnonaukowe, dotyczące kontrowersyjnych tematów, pisząc m.in.:

Obozy wyznające przeciwstawne opinie wzajemnie się ignorują, rewelacyjne hipotezy, które kwalifikowały się do odrzucenia, gdyby tylko zadano sobie minimalny trud dla znalezienia dowodów na ich poparcie, publikowane są bez jakiegokolwiek komentarza. [..] Zdaję sobie świetnie sprawę, że mnożenie pomysłów daje o wiele więcej przyjemności niż żmudny proces testowania ich w świetle dowodów, ale szacunek dla dowodów stanowi istotę wiedzy naukowej.

Książka van Andela została napisana z szacunkiem dla dowodów, a równocześnie z myślą o przystępności dla czytelników niebędących geologami:

Spróbuję wyłożyć ten fascynujący, lecz skomplikowany temat w sposób prosty, unikając nadmiaru fachowych szczegółów, choć lektura nie zawsze będzie łatwa. Kto wszakże wykaże trochę wytrwałości, temu zapewne uda się dotrzeć do końca, a jego wysiłek zostanie nagrodzony.

Liczne wznowienia wydań książki na świecie – w tym dwa wydania w Polsce – świadczą, że próba była udana – książka niebanalnie, lecz rzetelnie wyjaśnia trudne problemy powstawania i ewolucji skorupy ziemskiej, atmosfery, oceanów i ziemskiego ekosystemu (biosfery), uwzględniając wątki dotychczas kontrowersyjne.